# Campionato del mondo rally 1999
Il campionato del mondo rally 1999 è stata la 27ª edizione del campionato del mondo rally e si è svolto dal 17 gennaio al 26 novembre 1999.
La serie iridata era nuovamente supportata dai campionati PWRC (dedicato alle vetture derivate dalla serie), dalla Coppa FIA 2 litri e dalla Coppa FIA squadre.
Per il 4º anno consecutivo la vittoria del mondiale piloti è andata a Tommi Mäkinen sulla Mitsubishi che però è arrivata terza nella classifica costruttori vinta dalla Toyota davanti alla Subaru.

## Calendario
Il campionato, con i suoi quattordici appuntamenti, toccò Africa, Asia, Europa, Sud America e Oceania.

La FIA decise di togliere dal calendario 1999 il Rally d'Indonesia, che venne sostituito dal Rally di Cina.
| Tappa | Data            | Rally                                               | Sede                              | Superficie    |
| ----- | --------------- | --------------------------------------------------- | --------------------------------- | ------------- |
| 1     | 17-20 gennaio   | 67ème Rallye Automobile de Monte-Carlo              | Monte Carlo, Principato di Monaco | Asfalto/Neve  |
| 2     | 12-14 febbraio  | 48th International Swedish Rally                    | Karlstad, Värmland                | Neve/ghiaccio |
| 3     | 25-28 febbraio  | 47th 555 Safari Rally                               | Nairobi, Contea di Nairobi        | Sterrato      |
| 4     | 21-24 marzo     | 33º TAP Rallye de Portugal                          | Matosinhos, Região Norte          | Sterrato      |
| 5     | 19-21 aprile    | 35º Rallye Catalunya-Costa Brava - Rallye de España | Lloret de Mar, Catalogna          | Asfalto       |
| 6     | 7-9 maggio      | 43ème Tour de Corse - Rallye de France              | Ajaccio, Corsica                  | Asfalto       |
| 7     | 22-25 maggio    | 19º Rally Argentina                                 | Córdoba, Provincia di Córdoba     | Sterrato      |
| 8     | 6-9 giugno      | 46th Acropolis Rally of Greece                      | Agioi Theodoroi, Peloponneso      | Sterrato      |
| 9     | 15-18 luglio    | 30th Rally New Zealand                              | Manukau, Auckland                 | Sterrato      |
| 10    | 20-22 agosto    | 49th Neste Rally Finland                            | Jyväskylä, Finlandia centrale     | Sterrato      |
| 11    | 17-19 settembre | 3rd 555 China Rally                                 | Huairou, Pechino                  | Sterrato      |
| 12    | 11-13 ottobre   | 41º Rallye Sanremo - Rallye d'Italia                | Sanremo, Liguria                  | Asfalto       |
| 13    | 4-7 novembre    | 12th Telstra Rally Australia                        | Perth, Australia Occidentale      | Sterrato      |
| 14    | 21-23 novembre  | 55th Network Q Rally of Great Britain               | Cheltenham, Inghilterra           | Sterrato      |

## Squadre e piloti

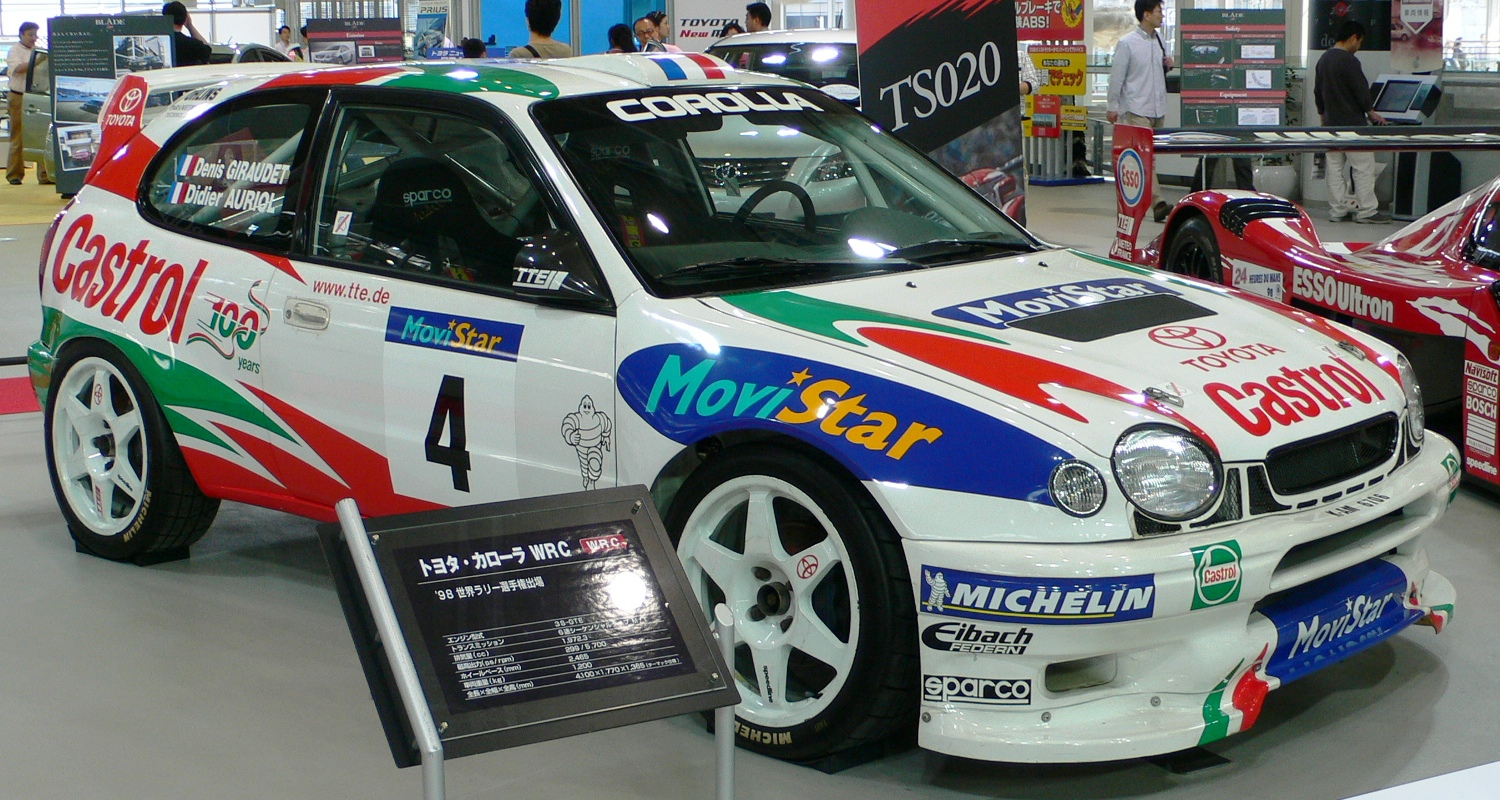
Una Toyota Corolla WRC in versione 1999

Nel 1999 i costruttori ufficiali erano sette: Mitsubishi, Subaru, Ford, Toyota, SEAT, Škoda e dal Tour de Corse anche la Peugeot.
Le novità erano numerose: Mitsubishi presentava la Lancer Evolution VI, la Subaru portava l'evoluzione 1999 della Impreza WRC, Ford faceva debuttare la nuova Focus WRC, Toyota aveva aggiornato la Corolla WRC e SEAT nel corso della stagione aveva portato l'Evoluzione 2 della Córdoba WRC. Škoda aveva invece schierato la nuova Octavia WRC, mentre la Peugeot si era presentata al Tour de Corse con la 206 WRC ma partecipò soltanto a sei gare.
Il numero 1 era affidato a Tommi Makinen, vincitore degli ultimi tre mondiali rally.

### Iscritti WRC
| Iscritti team costruttori WRC | Iscritti team costruttori WRC | Iscritti team costruttori WRC | Iscritti team costruttori WRC | Iscritti team costruttori WRC | Iscritti team costruttori WRC | Iscritti team costruttori WRC | Iscritti team costruttori WRC |
| Costruttori                   | Squadre                       | Auto                          | Pneumatici                    | N°                            | Piloti                        | Copiloti                      | Gare                          |
| ----------------------------- | ----------------------------- | ----------------------------- | ----------------------------- | ----------------------------- | ----------------------------- | ----------------------------- | ----------------------------- |
| Mitsubishi                    | Marlboro Mitsubishi Ralliart  | Lancer/Carisma GT Evo VI      | M                             | 1                             | Tommi Mäkinen                 | Risto Mannisenmäki            | Tutte                         |
| Mitsubishi                    | Marlboro Mitsubishi Ralliart  | Lancer/Carisma GT Evo VI      | M                             | 2                             | Freddy Loix                   | Sven Smeets                   | 1–3, 5–14                     |
| Mitsubishi                    | Marlboro Mitsubishi Ralliart  | Lancer/Carisma GT Evo VI      | M                             | 2                             | Marcus Grönholm               | Timo Rautiainen               | 4                             |
| Toyota                        | Toyota Castrol Team           | Corolla WRC                   | M                             | 3                             | Carlos Sainz                  | Luis Moya                     | Tutte                         |
| Toyota                        | Toyota Castrol Team           | Corolla WRC                   | M                             | 4                             | Didier Auriol                 | Denis Giraudet                | Tutte                         |
| Toyota                        | Toyota Castrol Team           | Corolla WRC                   | M                             | 20                            | Isolde Holderied              | Catherine Francois            | 1                             |
| Toyota                        | Toyota Castrol Team           | Corolla WRC                   | M                             | 45                            | Martin Brundle                | Arne Hertz                    | 14                            |
| Subaru                        | Subaru World Rally Team       | Impreza WRC99                 | P                             | 5                             | Richard Burns                 | Robert Reid                   | Tutte                         |
| Subaru                        | Subaru World Rally Team       | Impreza WRC99                 | P                             | 6                             | Juha Kankkunen                | Juha Repo                     | 1–4, 7–14                     |
| Subaru                        | Subaru World Rally Team       | Impreza WRC99                 | P                             | 6                             | Bruno Thiry                   | Stéphane Prévot               | 5–6                           |
| Subaru                        | Subaru World Rally Team       | Impreza WRC99                 | P                             | 11                            | Bruno Thiry                   | Stéphane Prévot               | 2–3                           |
| Subaru                        | Subaru World Rally Team       | Impreza WRC99                 | P                             | 14                            | Bruno Thiry                   | Stéphane Prévot               | 4                             |
| Subaru                        | Subaru World Rally Team       | Impreza WRC99                 | P                             | 14                            | Juha Kankkunen                | Juha Repo                     | 5                             |
| Subaru                        | Subaru World Rally Team       | Impreza WRC99                 | P                             | 16                            | Bruno Thiry                   | Stéphane Prévot               | 1                             |
| Ford                          | Ford Motor Co Ltd             | Focus WRC                     | M                             | 7                             | Colin McRae                   | Nicky Grist                   | Tutte                         |
| Ford                          | Ford Motor Co Ltd             | Focus WRC                     | M                             | 8                             | Simon Jean-Joseph             | Fred Gallagher                | 1, 5–6, 12                    |
| Ford                          | Ford Motor Co Ltd             | Focus WRC                     | M                             | 8                             | Thomas Rådström               | Fred Gallagher                | 2, 7–11, 13                   |
| Ford                          | Ford Motor Co Ltd             | Focus WRC                     | M                             | 8                             | Thomas Rådström               | Gunnar Barth                  | 14                            |
| Ford                          | Ford Motor Co Ltd             | Focus WRC                     | M                             | 8                             | Petter Solberg                | Phil Mills                    | 3                             |
| Ford                          | Ford Motor Co Ltd             | Focus WRC                     | M                             | 8                             | Petter Solberg                | Fred Gallagher                | 4                             |
| Ford                          | Ford Motor Co Ltd             | Focus WRC                     | M                             | 20                            | Petter Solberg                | Phil Mills                    | 14                            |
| Ford                          | Ford Motor Co Ltd             | Focus WRC                     | M                             | 25                            | Petter Solberg                | Phil Mills                    | 12                            |
| SEAT                          | SEAT Sport                    | Córdoba WRC                   | P                             | 9                             | Harri Rovanperä               | Risto Pietiläinen             | 1–9                           |
| SEAT                          | SEAT Sport                    | Córdoba WRC                   | P                             | 10                            | Piero Liatti                  | Carlo Cassina                 | 1, 3–8                        |
| SEAT                          | SEAT Sport                    | Córdoba WRC                   | P                             | 10                            | Marcus Grönholm               | Timo Rautiainen               | 2                             |
| SEAT                          | SEAT Sport                    | Córdoba WRC                   | P                             | 10                            | Toni Gardemeister             | Paavo Lukander                | 9                             |
| SEAT                          | SEAT Sport                    | Córdoba WRC                   | P                             | 16                            | Gwyndaf Evans                 | Howard Davies                 | 14                            |
| SEAT                          | SEAT Sport                    | Córdoba WRC                   | P                             | 20                            | Toni Gardemeister             | Paavo Lukander                | 12                            |
| SEAT                          | SEAT Sport                    | Córdoba WRC Evo2              | P                             | 9                             | Harri Rovanperä               | Risto Pietiläinen             | 10–14                         |
| SEAT                          | SEAT Sport                    | Córdoba WRC Evo2              | P                             | 10                            | Piero Liatti                  | Carlo Cassina                 | 11–12                         |
| SEAT                          | SEAT Sport                    | Córdoba WRC Evo2              | P                             | 10                            | Toni Gardemeister             | Paavo Lukander                | 10, 13–14                     |
| SEAT                          | SEAT Sport                    | Córdoba WRC Evo2              | P                             | 16                            | Gwyndaf Evans                 | Howard Davies                 | 14                            |
| SEAT                          | SEAT Sport                    | Córdoba WRC Evo2              | P                             | 20                            | Toni Gardemeister             | Paavo Lukander                | 12                            |
| Škoda                         | Škoda Motorsport              | Octavia WRC                   | M                             | 11                            | Armin Schwarz                 | Manfred Hiemer                | 1, 4–5, 8, 10, 12, 14         |
| Škoda                         | Škoda Motorsport              | Octavia WRC                   | M                             | 12                            | Pavel Sibera                  | Petr Gross                    | 1, 5                          |
| Škoda                         | Škoda Motorsport              | Octavia WRC                   | M                             | 12                            | Emil Triner                   | Miloš Hůlka                   | 4, 8, 10, 12                  |
| Škoda                         | Škoda Motorsport              | Octavia WRC                   | M                             | 12                            | Bruno Thiry                   | Stéphane Prévot               | 14                            |
| Peugeot                       | Peugeot Esso                  | 206 WRC                       | M                             | 14                            | François Delecour             | Daniel Grataloup              | 6, 8, 10, 12–14               |
| Peugeot                       | Peugeot Esso                  | 206 WRC                       | M                             | 15                            | Gilles Panizzi                | Hervé Panizzi                 | 6, 12                         |
| Peugeot                       | Peugeot Esso                  | 206 WRC                       | M                             | 15                            | Marcus Grönholm               | Timo Rautiainen               | 8, 10, 13–14                  |
| Peugeot                       | Peugeot Esso                  | 206 WRC                       | M                             | 16                            | Gilles Panizzi                | Hervé Panizzi                 | 10                            |
| Peugeot                       | Peugeot Esso                  | 206 WRC                       | M                             | 21                            | Marcus Grönholm               | Timo Rautiainen               | 12                            |
| Peugeot                       | Peugeot Esso                  | 206 WRC                       | M                             | 22                            | Gilles Panizzi                | Hervé Panizzi                 | 14                            |

## Cambiamenti nel regolamento

### Regolamento sportivo
Rispetto alle precedenti stagioni nel 1999 vennero introdotte delle novità e apportate alcune modifiche nel regolamento sportivo:
- Potevano marcare punti costruttori soltanto le vetture facenti parte dei team iscritti al campionato, in numero di due e designate precedentemente dal costruttore stesso. Eventuali altre squadre che avessero piazzato le loro vetture in zona punti divennero così "trasparenti" in classifica, ovvero non avrebbero più potuto bloccare l'accesso ai punti da parte delle squadre ufficialmente iscritte al campionato.
- Venne sperimentato il format della TV stage, ovvero l'ultima prova speciale di un appuntamento iridato interamente coperta in diretta TV. I primi 3 equipaggi classificati in tale prova marcavano rispettivamente 3, 2 e 1 punti, sia piloti che costruttori; vi potevano inoltre accedere anche coloro che si erano ritirati nelle prove speciali precedenti. Tale format fu inserito soltanto nei rally di Francia e Finlandia ma venne poi abbandonato al termine della stagione stessa.

## La stagione

### Rally di Montecarlo (17-20 gennaio)

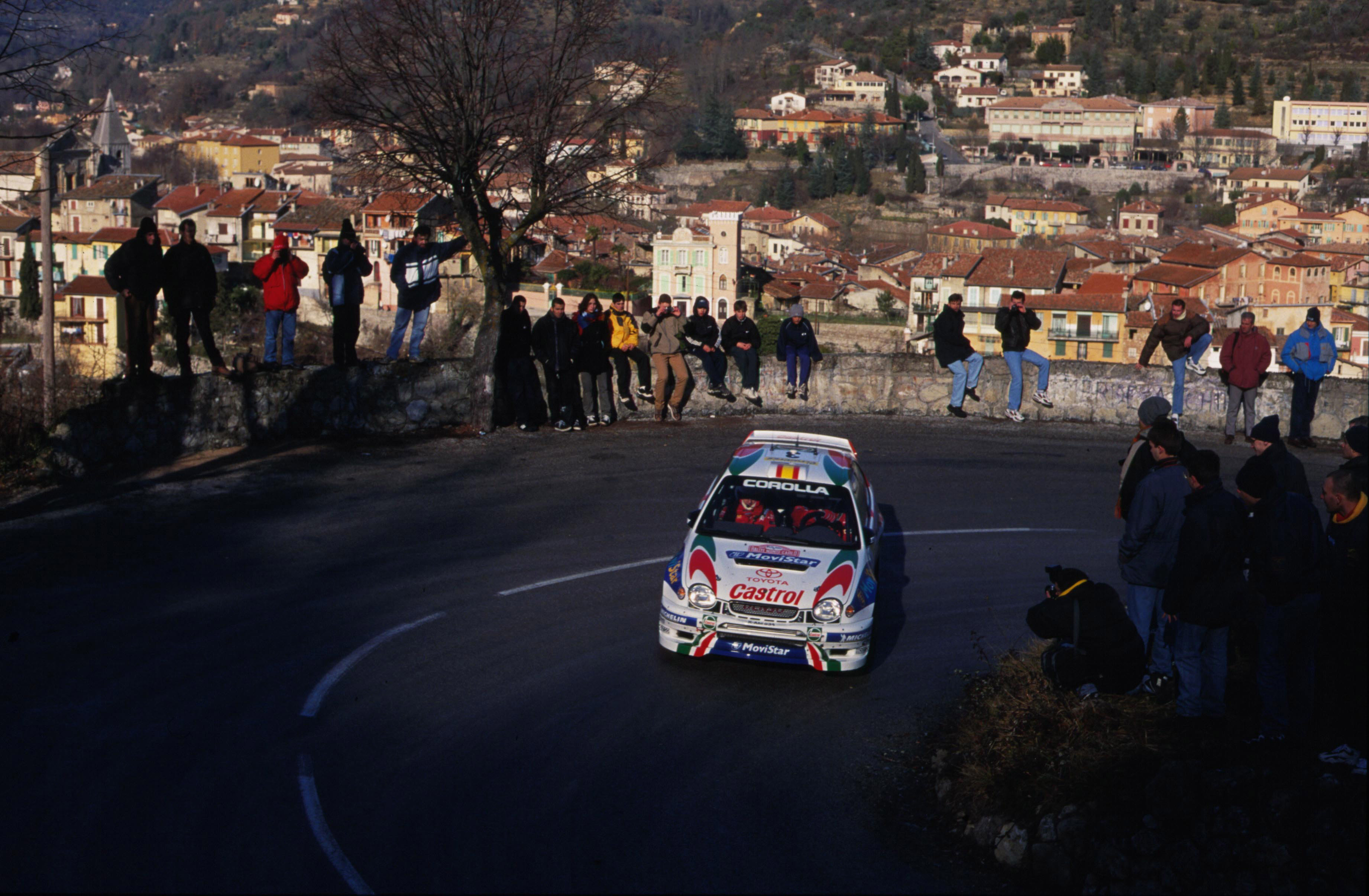
Carlos Sainz al Rally di Monte Carlo 1999

La stagione cominciava con il Rally di Monte Carlo, con Tommi Makinen che va subito a vincere il rally. Ma nella prima speciale salutano e perdono dalla scena Carlos Sainz e Freddy Loix. Sul podio assieme a Makinen, Juha Kankkunen e Colin McRae, con quest'ultimo che però, a causa della non conformità della macchina, è stato squalificato cedendo l'ultimo posto sul podio a Didier Auriol.

### Rally di Svezia (12-14 febbraio)
Il prossimo evento è in Svezia con Makinen che va a vincere anche questa gara davanti alla Toyota di Carlos Sainz, che da questo rally inizia il suo vero campionato, e Thomas Radstrom che regala alla Ford il suo primo vero podio della stagione. Dopo 2 gare Makinen si trova a pieni punti e con 13 punti di vantaggio su Didier Auriol.

### Safari Rally (25-28 febbraio)

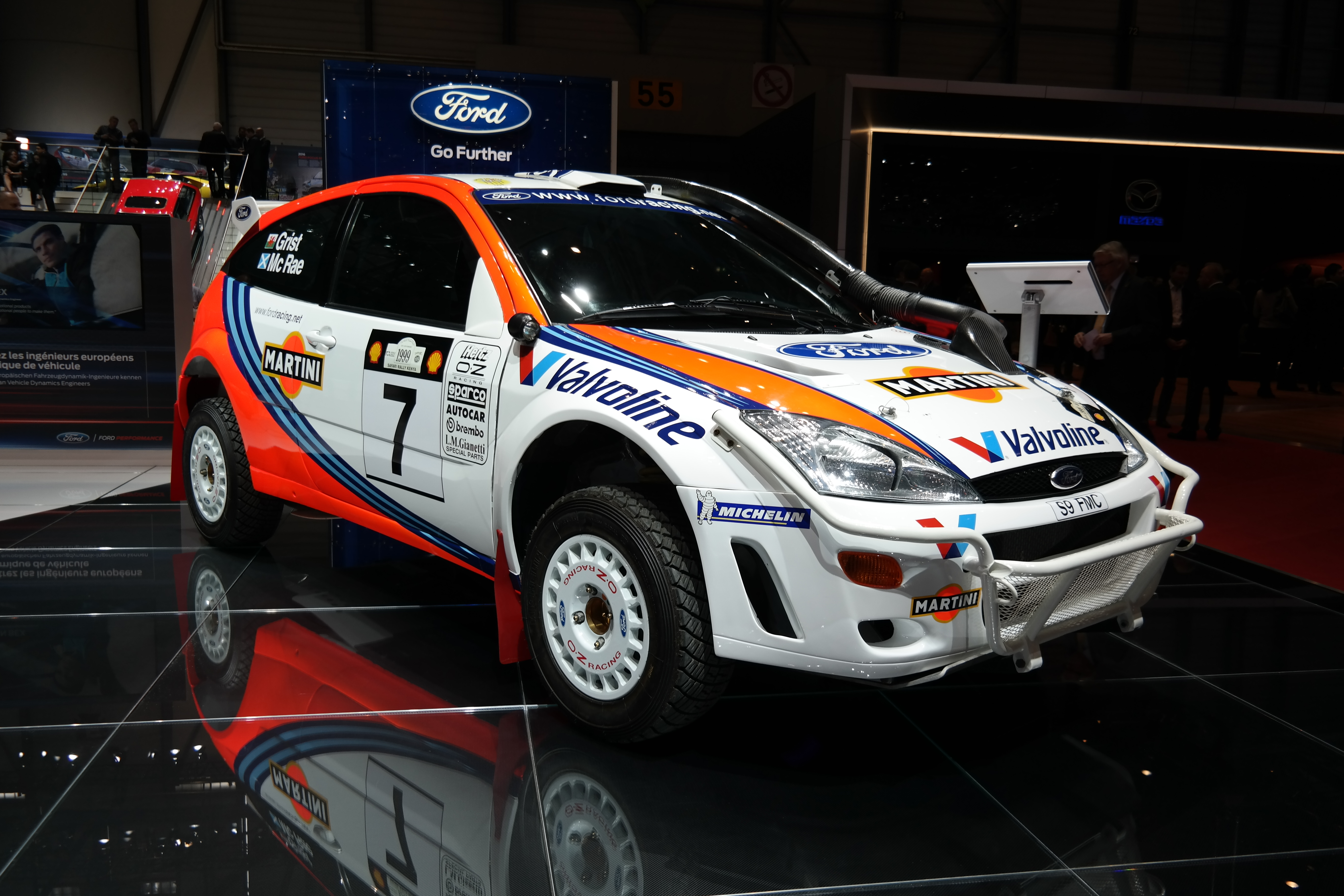
La Ford Focus WRC con la quale Colin McRae ha vinto il Safari Rally 1999

Dall'Europa ci si sposta in Africa per il Safari Rally, Richard Burns, inizialmente in testa, si ritira lasciando campo libero a Colin McRae che precede Tommi Makinen con la Mitsubishi, ma poi è stato escluso. Il podio si completa con le Toyota di Auriol e Sainz.

### Rally del Portogallo (21-24 marzo)
In Portogallo si disputa la quarta prova del mondiale, Freddy Loix, infortunato, è stato sostituito da Marcus Grönholm nelle file della Mitsubishi come compagno di Makinen solo per questa gara. Colin McRae va a vincere anche questa gara davanti a Sainz e Auriol, quarto Richard Burns.

### Rally di Catalunya (19-21 aprile)
In Catalunya si aspettava pubblico per le WRC ma rovina la festa per le formidabili Citroën Xsara Kit Car, con Jesus Puras in testa nella prima tappa ma purtroppo deve lasciare spazio a Philippe Bugalski che va a vincere davanti a Didier Auriol e a Tommi Makinen.

### Tour de Corse (7-9 maggio)
La prova successiva in Corsica aspettava il debutto della 206 WRC della Peugeot, ma le Citroën vanno ancora forte con Bugalski che vince davanti a Puras, giudizio in sospeso per le Peugeot che purtroppo si ritirano entrambe, Carlos Sainz sale sul terzo gradino del podio risultando il miglior pilota tra le WRC, Auriol conquista tre punti bonus per la vittoria nell'ultima speciale televisiva.

### Rally d'Argentina (22-25 maggio)
Si sposta in Sudamerica per il Rally d'Argentina, vince Juha Kankkunen che pone fine a cinque anni di digiuno, alle sue spalle Richard Burns, Didier Auriol terzo, pareggia i conti con Tommi Makinen che giunge alle sue spalle.

### Rally dell'Acropoli (6-9 giugno)
Il Rally dell'Acropoli rivela una sfida da protagonisti, Richard Burns con la Subaru va a vincere la gara davanti a Carlos Sainz e a Tommi Makinen, che si riporta in testa. Mentre Marcus Gronholm, all'esordio con la 206 WRC, vince la prima superspeciale, poi si ritirerà nella tappa successiva.

### Rally della Nuova Zelanda (15-18 luglio)
Dopo 5 settimane di pausa il mondiale si riprende in Nuova Zelanda, Tommi Makinen, nonostante abbia preso la via di fuga in una speciale, vince la gara e allunga il vantaggio su Didier Auriol, quarto, Juha Kankkunen e Toni Gardemeister guadagnano i rimanenti gradini del podio, quest'ultimo porta alla SEAT il suo primo podio in carriera.

### Rally di Finlandia (20-22 agosto)
Il mondiale si sposta in Finlandia, paese natale di Tommi Makinen, che non è mai stato al comando, decide di abbandonare la gara, ripartito nell'ultima speciale, ha guadagnato solo due punti bonus. Il primo leader è stato Marcus Gronholm con la 206, ma chiude quarto dopo tre tappe. Alla fine doppietta Subaru con la vittoria di Kankkunen su Burns, terzo Carlos Sainz. Ben figura la SEAT con la nuova Cordoba Evo2 grazie al quinto posto di Rovanpera e al sesto di Gardemeister.

### Rally di Cina (17-19 settembre)
Dopo la Finlandia il mondiale rally sbarca in Cina per la prima volta nella storia, Didier Auriol mette ko agli avversari e va a vincere la gara portandosi in testa a pari punti con Tommi Makinen, costretto al ritiro. Davanti al francese si piazzano la Subaru di Richard Burns e l'altra Toyota di Carlos Sainz, per la Toyota è la prima vittoria stagionale.

### Rally di Sanremo (11-13 ottobre)
Dopo numerose gare sterrate, la gara successiva del mondiale in Italia per il rally di Sanremo. Le Peugeot sono state in testa per 17 prove speciali, ma Tommi Makinen con la furiosa rimonta, dopo un sesto posto dopo la prima tappa, un terzo nella seconda tappa, nel finale va a vincere per 18 secondi sul portacolori della Peugeot Gilles Panizzi, terzo Didier Auriol con la Toyota.

### Rally d'Australia (4-7 novembre)
La successiva prova si svolge in Australia per vedere il verdetto del mondiale, Didier Auriol si ritira nella prima tappa ma Tommi Makinen, arrivando terzo, arrivando alle spalle di Richard Burns e di Carlos Sainz, è campione del mondo per la quarta volta consecutiva. Toyota riesce a consacrare il titolo costruttori. Mentre il titolo di Gruppo N è andato per il quarto anno consecutivo all'uruguagio Gustavo Trelles.

### Rally di Gran Bretagna (21-23 novembre)
In Gran Bretagna si svolge l'ultima prova, con Richard Burns che va a vincere piazzandosi secondo nel mondiale rally, Juha Kankkunen giunge alle sue spalle mentre sul gradino più basso si piazza la SEAT di Harri Rovanpera. Splendida prestazione per la Škoda di Bruno Thiry, alla fine quarto, miglior risultato stagionale per la casa ceca. Ritirato Tommi Makinen, mentre Marcus Gronholm si ritira quando era terzo. Colin McRae deve accontentarsi del sesto posto del mondiale con ben 8 ritiri nelle ultime 8 gare. La Hyundai nel mondiale due litri ha perso nei confronti della Renault.

## Risultati e statistiche
| Gara | Nome rally                                                                     | Podio | Podio | Podio                                | Podio                                                   | Podio     | Statistiche | Statistiche           | Statistiche | Statistiche |
| Gara | Nome rally                                                                     | Pos.  | N°    | Equipaggio                           | Squadra                                                 | Tempo     | Speciali    | Lunghezza             | Partiti     | Arrivati    |
| ---- | ------------------------------------------------------------------------------ | ----- | ----- | ------------------------------------ | ------------------------------------------------------- | --------- | ----------- | --------------------- | ----------- | ----------- |
| 1    | 67ème Rallye Automobile de Monte-Carlo (17-20 gennaio) — Resoconto             | 1     | 1     | Tommi Mäkinen Risto Mannisenmäki     | Marlboro Mitsubishi Ralliart (Mitsubishi Lancer Evo VI) | 5h16'50"6 | 14          | 424,69 km             | 86          | 46          |
| 1    | 67ème Rallye Automobile de Monte-Carlo (17-20 gennaio) — Resoconto             | 2     | 6     | Juha Kankkunen Juha Repo             | Subaru World Rally Team (Subaru Impreza WRC99)          | +1'44"7   | 14          | 424,69 km             | 86          | 46          |
| 1    | 67ème Rallye Automobile de Monte-Carlo (17-20 gennaio) — Resoconto             | 3     | 4     | Didier Auriol Denis Giraudet         | Toyota Castrol Team (Toyota Corolla WRC)                | +3'52"8   | 14          | 424,69 km             | 86          | 46          |
|      |                                                                                |       |       |                                      |                                                         |           |             |                       |             |             |
| 2    | 48th International Swedish Rally (12-14 febbraio) — Resoconto                  | 1     | 1     | Tommi Mäkinen Risto Mannisenmäki     | Marlboro Mitsubishi Ralliart (Mitsubishi Lancer Evo VI) | 3h29'15"6 | 19          | 384,30 km             | 102         | 64          |
| 2    | 48th International Swedish Rally (12-14 febbraio) — Resoconto                  | 2     | 3     | Carlos Sainz Luis Moya               | Toyota Castrol Team (Toyota Corolla WRC)                | +18"1     | 19          | 384,30 km             | 102         | 64          |
| 2    | 48th International Swedish Rally (12-14 febbraio) — Resoconto                  | 3     | 8     | Thomas Rådström Fred Gallagher       | Ford Motor Co Ltd (Ford Focus WRC)                      | +37"8     | 19          | 384,30 km             | 102         | 64          |
|      |                                                                                |       |       |                                      |                                                         |           |             |                       |             |             |
| 3    | 47th 555 Safari Rally (25-28 febbraio) — Resoconto                             | 1     | 7     | Colin McRae Nicky Grist              | Ford Motor Co Ltd (Ford Focus WRC)                      | 8h41'39"  | 13          | 1009,91 km            | 45          | 24          |
| 3    | 47th 555 Safari Rally (25-28 febbraio) — Resoconto                             | 2     | 4     | Didier Auriol Denis Giraudet         | Toyota Castrol Team (Toyota Corolla WRC)                | +14'26"   | 13          | 1009,91 km            | 45          | 24          |
| 3    | 47th 555 Safari Rally (25-28 febbraio) — Resoconto                             | 3     | 3     | Carlos Sainz Luis Moya               | Toyota Castrol Team (Toyota Corolla WRC)                | +18'07"   | 13          | 1009,91 km            | 45          | 24          |
|      |                                                                                |       |       |                                      |                                                         |           |             |                       |             |             |
| 4    | 33º TAP Rallye de Portugal (21-24 marzo) — Resoconto                           | 1     | 7     | Colin McRae Nicky Grist              | Ford Motor Co Ltd (Ford Focus WRC)                      | 4h05'41"7 | (23) 21     | (399,51 km) 358,85 km | 117         | 56          |
| 4    | 33º TAP Rallye de Portugal (21-24 marzo) — Resoconto                           | 2     | 3     | Carlos Sainz Luis Moya               | Toyota Castrol Team (Toyota Corolla WRC)                | +12"3     | (23) 21     | (399,51 km) 358,85 km | 117         | 56          |
| 4    | 33º TAP Rallye de Portugal (21-24 marzo) — Resoconto                           | 3     | 4     | Didier Auriol Denis Giraudet         | Toyota Castrol Team (Toyota Corolla WRC)                | +16"5     | (23) 21     | (399,51 km) 358,85 km | 117         | 56          |
|      |                                                                                |       |       |                                      |                                                         |           |             |                       |             |             |
| 5    | 35º Rallye Catalunya-Costa Brava - Rallye de España (19-21 aprile) — Resoconto | 1     | 16    | Philippe Bugalski Jean-Paul Chiaroni | Automobiles Citroën (Citroën Xsara Kit Car)             | 4h13'45"6 | (19) 18     | (396,01 km) 380,35 km | 109         | 56          |
| 5    | 35º Rallye Catalunya-Costa Brava - Rallye de España (19-21 aprile) — Resoconto | 2     | 4     | Didier Auriol Denis Giraudet         | Toyota Castrol Team (Toyota Corolla WRC)                | +31"8     | (19) 18     | (396,01 km) 380,35 km | 109         | 56          |
| 5    | 35º Rallye Catalunya-Costa Brava - Rallye de España (19-21 aprile) — Resoconto | 3     | 1     | Tommi Mäkinen Risto Mannisenmäki     | Marlboro Mitsubishi Ralliart (Mitsubishi Lancer Evo VI) | +2'21"1   | (19) 18     | (396,01 km) 380,35 km | 109         | 56          |
|      |                                                                                |       |       |                                      |                                                         |           |             |                       |             |             |
| 6    | 43ème Tour de Corse - Rallye de France (7-9 maggio) — Resoconto                | 1     | 16    | Philippe Bugalski Jean-Paul Chiaroni | Automobiles Citroën (Citroën Xsara Kit Car)             | 3h44'35"7 | (17) 16     | (373,99 km) 353,05 km | 138         | 85          |
| 6    | 43ème Tour de Corse - Rallye de France (7-9 maggio) — Resoconto                | 2     | 17    | Jesús Puras Marc Martí               | Automobiles Citroën (Citroën Xsara Kit Car)             | +34"7     | (17) 16     | (373,99 km) 353,05 km | 138         | 85          |
| 6    | 43ème Tour de Corse - Rallye de France (7-9 maggio) — Resoconto                | 3     | 3     | Carlos Sainz Luis Moya               | Toyota Castrol Team (Toyota Corolla WRC)                | +1'09"3   | (17) 16     | (373,99 km) 353,05 km | 138         | 85          |
|      |                                                                                |       |       |                                      |                                                         |           |             |                       |             |             |
| 7    | 19º Rally Argentina (27-30 aprile) — Resoconto                                 | 1     | 6     | Juha Kankkunen Juha Repo             | Subaru World Rally Team (Subaru Impreza WRC99)          | 4h17'15"4 | 22          | 396,63 km             | 72          | 25          |
| 7    | 19º Rally Argentina (27-30 aprile) — Resoconto                                 | 2     | 5     | Richard Burns Robert Reid            | Subaru World Rally Team (Subaru Impreza WRC99)          | +2"4      | 22          | 396,63 km             | 72          | 25          |
| 7    | 19º Rally Argentina (27-30 aprile) — Resoconto                                 | 3     | 4     | Didier Auriol Denis Giraudet         | Toyota Castrol Team (Toyota Corolla WRC)                | +39"6     | 22          | 396,63 km             | 72          | 25          |
|      |                                                                                |       |       |                                      |                                                         |           |             |                       |             |             |
| 8    | 46th Acropolis Rally of Greece (6-9 giugno) — Resoconto                        | 1     | 5     | Richard Burns Robert Reid            | Subaru World Rally Team (Subaru Impreza WRC99)          | 4h21'21"2 | 21          | 376,06 km             | 105         | 47          |
| 8    | 46th Acropolis Rally of Greece (6-9 giugno) — Resoconto                        | 2     | 3     | Carlos Sainz Luis Moya               | Toyota Castrol Team (Toyota Corolla WRC)                | +1'01"3   | 21          | 376,06 km             | 105         | 47          |
| 8    | 46th Acropolis Rally of Greece (6-9 giugno) — Resoconto                        | 3     | 1     | Tommi Mäkinen Risto Mannisenmäki     | Marlboro Mitsubishi Ralliart (Mitsubishi Lancer Evo VI) | +3'40"0   | 21          | 376,06 km             | 105         | 47          |
|      |                                                                                |       |       |                                      |                                                         |           |             |                       |             |             |
| 9    | 30th Rally New Zealand (15-18 luglio) — Resoconto                              | 1     | 1     | Tommi Mäkinen Risto Mannisenmäki     | Marlboro Mitsubishi Ralliart (Mitsubishi Lancer Evo VI) | 4h11'07"1 | 27          | 399,84 km             | 82          | 46          |
| 9    | 30th Rally New Zealand (15-18 luglio) — Resoconto                              | 2     | 6     | Juha Kankkunen Juha Repo             | Subaru World Rally Team (Subaru Impreza WRC99)          | +1'37"0   | 27          | 399,84 km             | 82          | 46          |
| 9    | 30th Rally New Zealand (15-18 luglio) — Resoconto                              | 3     | 10    | Toni Gardemeister Paavo Lukander     | SEAT Sport (SEAT Córdoba WRC)                           | +2'49"0   | 27          | 399,84 km             | 82          | 46          |
|      |                                                                                |       |       |                                      |                                                         |           |             |                       |             |             |
| 10   | 49th Neste Rally Finland (20-22 agosto) — Resoconto                            | 1     | 6     | Juha Kankkunen Juha Repo             | Subaru World Rally Team (Subaru Impreza WRC99)          | 3h08'54"5 | 23          | 377,26 km             | 129         | 64          |
| 10   | 49th Neste Rally Finland (20-22 agosto) — Resoconto                            | 2     | 5     | Richard Burns Robert Reid            | Subaru World Rally Team (Subaru Impreza WRC99)          | +9"7      | 23          | 377,26 km             | 129         | 64          |
| 10   | 49th Neste Rally Finland (20-22 agosto) — Resoconto                            | 3     | 3     | Carlos Sainz Luis Moya               | Toyota Castrol Team (Toyota Corolla WRC)                | +18"0     | 23          | 377,26 km             | 129         | 64          |
|      |                                                                                |       |       |                                      |                                                         |           |             |                       |             |             |
| 11   | 3rd 555 China Rally (17-19 settembre) — Resoconto                              | 1     | 4     | Didier Auriol Denis Giraudet         | Toyota Castrol Team (Toyota Corolla WRC)                | 3h38'36"6 | (22) 20     | (385,72 km) 319,58 km | 67          | 25          |
| 11   | 3rd 555 China Rally (17-19 settembre) — Resoconto                              | 2     | 5     | Richard Burns Robert Reid            | Subaru World Rally Team (Subaru Impreza WRC99)          | +55"8     | (22) 20     | (385,72 km) 319,58 km | 67          | 25          |
| 11   | 3rd 555 China Rally (17-19 settembre) — Resoconto                              | 3     | 3     | Carlos Sainz Luis Moya               | Toyota Castrol Team (Toyota Corolla WRC)                | +2'19"4   | (22) 20     | (385,72 km) 319,58 km | 67          | 25          |
|      |                                                                                |       |       |                                      |                                                         |           |             |                       |             |             |
| 12   | 41º Rallye Sanremo - Rallye d'Italia (11-13 ottobre) — Resoconto               | 1     | 1     | Tommi Mäkinen Risto Mannisenmäki     | Marlboro Mitsubishi Ralliart (Mitsubishi Lancer Evo VI) | 4h26'45"0 | 18          | 384,88 km             | 119         | 55          |
| 12   | 41º Rallye Sanremo - Rallye d'Italia (11-13 ottobre) — Resoconto               | 2     | 15    | Gilles Panizzi Hervé Panizzi         | Peugeot Esso (Peugeot 206 WRC)                          | +18"0     | 18          | 384,88 km             | 119         | 55          |
| 12   | 41º Rallye Sanremo - Rallye d'Italia (11-13 ottobre) — Resoconto               | 3     | 4     | Didier Auriol Denis Giraudet         | Toyota Castrol Team (Toyota Corolla WRC)                | +42"2     | 18          | 384,88 km             | 119         | 55          |
|      |                                                                                |       |       |                                      |                                                         |           |             |                       |             |             |
| 13   | 12th Telstra Rally Australia (4-7 novembre) — Resoconto                        | 1     | 5     | Richard Burns Robert Reid            | Subaru World Rally Team (Subaru Impreza WRC99)          | 3h44'31"5 | 23          | 395,88 km             | 84          | 49          |
| 13   | 12th Telstra Rally Australia (4-7 novembre) — Resoconto                        | 2     | 3     | Carlos Sainz Luis Moya               | Toyota Castrol Team (Toyota Corolla WRC)                | +11"6     | 23          | 395,88 km             | 84          | 49          |
| 13   | 12th Telstra Rally Australia (4-7 novembre) — Resoconto                        | 3     | 1     | Tommi Mäkinen Risto Mannisenmäki     | Marlboro Mitsubishi Ralliart (Mitsubishi Lancer Evo VI) | +4'31"4   | 23          | 395,88 km             | 84          | 49          |
|      |                                                                                |       |       |                                      |                                                         |           |             |                       |             |             |
| 14   | 55th Network Q Rally of Great Britain (21-23 novembre) — Resoconto             | 1     | 5     | Richard Burns Robert Reid            | Subaru World Rally Team (Subaru Impreza WRC99)          | 3h53'44"2 | 22          | 389,39 km             | 160         | 89          |
| 14   | 55th Network Q Rally of Great Britain (21-23 novembre) — Resoconto             | 2     | 6     | Juha Kankkunen Juha Repo             | Subaru World Rally Team (Subaru Impreza WRC99)          | +1'47"3   | 22          | 389,39 km             | 160         | 89          |
| 14   | 55th Network Q Rally of Great Britain (21-23 novembre) — Resoconto             | 3     | 9     | Harri Rovanperä Risto Pietiläinen    | SEAT Sport (SEAT Córdoba WRC Evo2)                      | +4'55"3   | 22          | 389,39 km             | 160         | 89          |

## Classifiche

### Punteggio
Il punteggio è rimasto inalterato rispetto alla precedente edizione. Venne introdotta la TV stage, ultima prova speciale coperta in diretta TV e presente soltanto in Francia e Finlandia, in cui i primi 3 equipaggi e i primi 3 costruttori (iscritti regolarmente al campionato) classificati marcavano rispettivamente 3, 2 e 1 punti.
| Posizione | 1ª | 2ª | 3ª | 4ª | 5ª | 6ª |
| Punti     | 10 | 6  | 4  | 3  | 2  | 1  |

| Posizione nella TV stage | 1ª | 2ª | 3ª |
| Punti                    | 3  | 2  | 1  |

### Classifica piloti
| Pos. | Pilota            | MON | SVE | KEN | POR | SPA | FRA | ARG | GRE | NZE | FIN  | CIN | ITA | AUS | GBR | Punti |
| ---- | ----------------- | --- | --- | --- | --- | --- | --- | --- | --- | --- | ---- | --- | --- | --- | --- | ----- |
| 1    | Tommi Mäkinen     | 1   | 1   | SQ  | 5   | 3   | 62  | 4   | 3   | 1   | Rit2 | Rit | 1   | 3   | Rit | 62    |
| 2    | Richard Burns     | 8   | 5   | Rit | 4   | 5   | 7   | 2   | 1   | Rit | 2    | 2   | Rit | 1   | 1   | 55    |
| 3    | Didier Auriol     | 3   | 4   | 2   | 3   | 2   | 51  | 3   | Rit | 4   | Rit1 | 1   | 3   | Rit | Rit | 52    |
| 4    | Juha Kankkunen    | 2   | 6   | Rit | Rit | 6   |     | 1   | Rit | 2   | 1    | 4   | 6   | Rit | 2   | 44    |
| 5    | Carlos Sainz      | Rit | 2   | 3   | 2   | Rit | 3   | 5   | 2   | 6   | 3    | 3   | Rit | 2   | Rit | 44    |
| 6    | Colin McRae       | SQ  | Rit | 1   | 1   | Rit | 4   | Rit | Rit | Rit | Rit  | Rit | Rit | Rit | Rit | 23    |
| 7    | Philippe Bugalski | Rit |     |     |     | 1   | 1   |     |     |     |      |     | Rit |     |     | 20    |
| 8    | Freddy Loix       | Rit | 9   | Rit |     | 4   | 8   | Rit | 4   | 8   | 10   | Rit | 4   | 4   | 5   | 14    |
| 9    | Harri Rovanperä   | 7   | 16  | 6   | Rit | 14  | 13  | Rit | Rit | Rit | 5    | 5   | 16  | 6   | 3   | 10    |
| 10   | Gilles Panizzi    | Rit |     |     |     |     | Rit |     |     |     | 33   |     | 2   |     | 7   | 6     |
| 11   | Jesús Puras       | Rit |     |     |     | Rit | 2   |     |     |     | Rit  | Rit | Rit |     | 16  | 6     |
| 12   | Thomas Rådström   |     | 3   |     |     |     |     | 6   | Rit | Rit | Rit  | Rit |     | 7   | 6   | 6     |
| 13   | Toni Gardemeister | 14  | 33  |     | Rit |     |     |     |     | 3   | 63   |     | Rit | 16  | Rit | 6     |
| 14   | Bruno Thiry       | 5   | 10  | Rit | 6   | 7   | Rit |     |     |     |      |     |     |     | 4   | 6     |
| 15   | Marcus Grönholm   |     | Rit |     | Rit |     |     |     | Rit |     | 4    |     | 8   | 5   | Rit | 5     |
| 16   | François Delecour | 4   |     |     |     |     | Rit |     | Rit |     | 9    |     | Rit | Rit | Rit | 3     |
| 17   | Ian Duncan        |     |     | 4   |     |     |     |     |     |     |      |     |     |     |     | 3     |
| 18   | Markko Märtin     |     | 8   |     | Rit |     |     |     | 5   |     | Rit  |     | Rit |     | 8   | 2     |
| 19   | Petter Solberg    |     | 11  | 5   | 11  |     |     |     |     |     | 12   |     | 27  |     | 9   | 2     |
| 20   | Possum Bourne     |     |     |     |     |     |     |     |     | 5   |      |     |     | Rit |     | 2     |
| 21   | Andrea Aghini     |     |     |     |     |     |     |     |     |     |      |     | 5   |     |     | 2     |
| 22   | Volkan Işık       |     |     |     | 7   | 11  |     | Rit | Rit |     | 15   | 6   | 15  |     |     | 1     |
| 23   | Piero Liatti      | 6   |     | Rit | Rit | 10  | 9   | Rit | Rit |     |      | Rit | Rit |     |     | 1     |
| 24   | Leonídas Kyrkos   |     |     |     |     |     |     |     | 6   |     |      |     |     |     |     | 1     |

| Colore  | Risultato                |
| ------- | ------------------------ |
| Oro     | Vincitore                |
| Argento | 2º posto                 |
| Bronzo  | 3º posto                 |
| Verde   | Finito a punti           |
| Blu     | Finito senza punti       |
| Blu     | Non classificato (NC)    |
| Viola   | Ritirato (Rit)           |
| Nero    | Squalificato (SQ)        |
| Nero    | Escluso (ES)             |
| Bianco  | Non ha gareggiato        |
| Bianco  | Iscrizione ritirata (WD) |
| Bianco  | Non partito (NP)         |
| Bianco  | Gara cancellata (C)      |

### Classifica costruttori WRC
A partire da questa stagione potevano marcare punti costruttori soltanto le vetture facenti parte dei team iscritti al campionato. Altri eventuali piazzati in zona punti divennero "trasparenti", ovvero non avrebbero più potuto bloccare l'accesso ai punti da parte delle squadre ufficialmente iscritte al campionato.
| Pos. | Costruttori                  | N° vettura | MON | SVE | KEN | POR | SPA | FRA | ARG | GRE | NZE | FIN  | CIN | ITA | AUS | GBR | Punti |
| ---- | ---------------------------- | ---------- | --- | --- | --- | --- | --- | --- | --- | --- | --- | ---- | --- | --- | --- | --- | ----- |
| 1    | Toyota Castrol Team          | 3          | Rit | 2   | 3   | 2   | Rit | 13  | 5   | 2   | 5   | 3    | 3   | Rit | 2   | Rit | 109   |
| 1    | Toyota Castrol Team          | 4          | 3   | 4   | 2   | 3   | 1   | 31  | 3   | Rit | 4   | Rit1 | 1   | 3   | Rit | Rit | 109   |
| 2    | Subaru World Rally Team      | 5          | 6   | 5   | Rit | 4   | 4   | 5   | 2   | 1   | Rit | 2    | 2   | Rit | 1   | 1   | 105   |
| 2    | Subaru World Rally Team      | 6          | 2   | 6   | Rit | Rit | 5   | Rit | 1   | Rit | 2   | 1    | 4   | 5   | Rit | 2   | 105   |
| 3    | Marlboro Mitsubishi Ralliart | 1          | 1   | 1   | SQ  | 5   | 2   | 42  | 4   | 3   | 1   | Rit2 | Rit | 1   | 3   | Rit | 83    |
| 3    | Marlboro Mitsubishi Ralliart | 2          | Rit | 7   | Rit | Rit | 3   | 6   | Rit | 4   | 6   | 8    | Rit | 4   | 4   | 5   | 83    |
| 4    | Ford Motor Co                | 7          | SQ  | Rit | 1   | 1   | Rit | 2   | Rit | Rit | Rit | Rit  | Rit | Rit | Rit | Rit | 37    |
| 4    | Ford Motor Co                | 8          | SQ  | 3   | 4   | 6   | Rit | Rit | 6   | Rit | Rit | Rit  | Rit | 6   | 7   | 6   | 37    |
| 5    | SEAT Sport                   | 9          | 5   | 8   | 5   | Rit | 7   | 8   | Rit | Rit | Rit | 5    | 5   | 7   | 6   | 3   | 23    |
| 5    | SEAT Sport                   | 10         | 4   | Rit | Rit | Rit | 6   | 7   | Rit | Rit | 3   | 63   | Rit | Rit | 8   | Rit | 23    |
| 6    | Peugeot Esso                 | 14         |     |     |     |     |     | Rit |     | Rit |     | 7    |     | Rit | Rit | Rit | 11    |
| 6    | Peugeot Esso                 | 15         |     |     |     |     |     | Rit |     | Rit |     | 4    |     | 2   | 5   | Rit | 11    |
| 7    | Škoda Motorsport             | 11         | Rit |     |     | Rit | Rit |     |     | 5   |     | Rit  |     | Rit |     | Rit | 6     |
| 7    | Škoda Motorsport             | 12         | Rit |     |     | Rit | Rit |     |     | 6   |     | 9    |     | 8   |     | 4   | 6     |

| Colore  | Risultato                |
| ------- | ------------------------ |
| Oro     | Vincitore                |
| Argento | 2º posto                 |
| Bronzo  | 3º posto                 |
| Verde   | Finito a punti           |
| Blu     | Finito senza punti       |
| Blu     | Non classificato (NC)    |
| Viola   | Ritirato (Rit)           |
| Nero    | Squalificato (SQ)        |
| Nero    | Escluso (ES)             |
| Bianco  | Non ha gareggiato        |
| Bianco  | Iscrizione ritirata (WD) |
| Bianco  | Non partito (NP)         |
| Bianco  | Gara cancellata (C)      |

### Coppa FIA 2 litri costruttori
Erano validi soltanto gli 8 migliori risultati ottenuti, considerando la somma dei punti conquistati da due vetture del costruttore.

La Volkswagen prese parte al campionato ma non venne classificata in quanto non omologò la propria vettura (la Golf Kit-Car) a inizio stagione.
| Pos. | Costruttori | MON | SVE | KEN | POR | SPA | FRA | ARG | GRE | NZE | FIN | CIN | ITA | AUS | GBR | Punti |
| ---- | ----------- | --- | --- | --- | --- | --- | --- | --- | --- | --- | --- | --- | --- | --- | --- | ----- |
| 1    | Renault     | 1   | (4) |     | (3) | 1   | 1   | 1   | 2   | (3) | 1   |     | 1   | 2   | (2) | 102   |
| 1    | Renault     | 2   |     |     | (4) |     | 2   |     | 3   |     | 2   |     | 2   | 4   |     | 102   |
| 2    | Hyundai     |     |     | 1   | 1   |     |     |     | 1   | 1   | 3   | 1   |     | 1   | 3   | 95    |
| 2    | Hyundai     |     |     |     | 2   |     |     |     | 4   | 2   |     | 2   |     | 3   | 4   | 95    |
| NC   | Volkswagen  |     | 1   |     |     |     |     |     |     |     | 4   |     | 3   |     | 1   | 35    |
| NC   | Volkswagen  |     | 2   |     |     |     |     |     |     |     | 5   |     |     |     |     | 35    |

| Colore  | Risultato                |
| ------- | ------------------------ |
| Oro     | Vincitore                |
| Argento | 2º posto                 |
| Bronzo  | 3º posto                 |
| Verde   | Finito a punti           |
| Blu     | Finito senza punti       |
| Blu     | Non classificato (NC)    |
| Viola   | Ritirato (Rit)           |
| Nero    | Squalificato (SQ)        |
| Nero    | Escluso (ES)             |
| Bianco  | Non ha gareggiato        |
| Bianco  | Iscrizione ritirata (WD) |
| Bianco  | Non partito (NP)         |
| Bianco  | Gara cancellata (C)      |

### Coppa FIA Squadre
| Pos. | Pilota              | MON | SVE | KEN | POR | SPA | FRA | ARG | GRE | NZE | FIN | CIN | ITA | AUS | GBR | Punti |
| ---- | ------------------- | --- | --- | --- | --- | --- | --- | --- | --- | --- | --- | --- | --- | --- | --- | ----- |
| 1    | Luís Clíment        | Rit | 2   | 2   | 2   | 1   | 1   |     | 1   |     | Rit |     | Rit |     | 1   | 58    |
| 2    | Volkan Işık         |     |     |     | 1   | 2   |     | Rit | Rit |     | 1   | 1   | 1   |     |     | 46    |
| 3    | Frédéric Dor        |     |     | 1   | 3   |     |     | 1   | 3   | 2   | 2   |     |     | Rit |     | 40    |
| 4    | Hamed Al-Wahaibi    |     |     |     | Rit | 4   | 2   | Rit | 4   | 1   | Rit | Rit | 3   | Rit |     | 28    |
| 5    | Abdullah Bakhashab  |     |     |     | Rit | 3   | Rit |     | 2   |     |     | Rit | 2   |     | Rit | 16    |
| NC   | Krzysztof Hołowczyc |     | 1   |     | Rit |     |     |     |     |     |     |     |     |     | 2   | 16    |
| NC   | Michael Guest       |     |     |     | Rit | 5   |     |     | Rit | Rit |     | 2   |     | Rit |     | 8     |

| Colore  | Risultato                |
| ------- | ------------------------ |
| Oro     | Vincitore                |
| Argento | 2º posto                 |
| Bronzo  | 3º posto                 |
| Verde   | Finito a punti           |
| Blu     | Finito senza punti       |
| Blu     | Non classificato (NC)    |
| Viola   | Ritirato (Rit)           |
| Nero    | Squalificato (SQ)        |
| Nero    | Escluso (ES)             |
| Bianco  | Non ha gareggiato        |
| Bianco  | Iscrizione ritirata (WD) |
| Bianco  | Non partito (NP)         |
| Bianco  | Gara cancellata (C)      |

### Coppa del Mondo per vetture produzione (PWRC)
Per essere classificati, i piloti dovevano partecipare ad almeno una gara al di fuori dell'Europa.
| Pos. | Pilota               | MON | SVE | KEN | POR | SPA | FRA | ARG | GRE | NZE | FIN | CIN | ITA | AUS | GBR | Punti |
| ---- | -------------------- | --- | --- | --- | --- | --- | --- | --- | --- | --- | --- | --- | --- | --- | --- | ----- |
| 1    | Gustavo Trelles      | 2   | 6   |     | 2   | 3   | 1   | 1   | Rit | 1   | Rit | 2   | Rit | Rit |     | 69    |
| 2    | Hamed Al-Wahaibi     |     | 9   | 1   | Rit | 1   | 3   | Rit | 1   | 2   | Rit | Rit | 6   | Rit |     | 53    |
| 3    | Toshihiro Arai       |     |     |     |     |     |     |     |     | 4   |     | 1   |     | 1   |     | 29    |
| 4    | Manfred Stohl        | Rit | 4   | 4   | Rit | Rit | 2   | Rit | Rit |     | 3   |     | 2   |     | Rit | 27    |
| 5    | Jouko Puhakka        |     | 1   |     | Rit | Rit | Rit |     |     |     | 1   |     |     |     |     | 26    |
| 6    | Ramón Ferreyros      |     |     |     | 4   |     |     |     | 2   |     |     | Rit |     |     | 1   | 24    |
| 7    | Gianluigi Galli      |     | 7   |     | Rit | Rit | Rit |     |     |     | 6   |     | 1   |     |     | 24    |
| 8    | Marc Duez            | 1   |     |     |     |     |     |     |     |     |     |     |     |     |     | 13    |
| 8    | Miguel Campos        |     |     |     | 1   |     |     |     |     |     |     |     |     |     |     | 13    |
| 10   | Jani Paasonen        |     | 3   |     |     |     |     |     |     |     | 2   |     |     |     |     | 13    |
| 11   | Katsuhiko Taguchi    |     |     |     |     |     |     |     |     | 3   |     | 3   |     | 4   |     | 13    |
| 12   | Luis Climent         | Rit | 8   | 2   |     |     |     |     |     |     |     |     |     |     |     | 8     |
| 13   | Stig-Olov Walfridson |     | 2   |     |     |     |     |     |     |     |     |     |     |     |     | 8     |
| 13   | Giovanni Manfrinato  |     |     |     |     | 2   |     |     |     |     |     |     |     |     |     | 8     |
| 13   | Jorge Recalde        |     |     |     |     |     |     | 2   |     |     |     |     |     |     |     | 8     |
| 13   | Ed Ordynski          |     |     |     |     |     |     |     |     |     |     |     |     | 2   |     | 8     |
| 13   | Richard Tuthill      |     |     |     |     |     |     |     |     |     |     |     |     |     | 2   | 8     |
| 18   | Juha Kangas          |     | Rit |     | 3   | 8   |     |     | Rit |     | Rit |     |     |     |     | 5     |
| 19   | Christophe Spiliotis | 3   |     |     |     |     |     |     |     |     |     |     |     |     |     | 5     |
| 19   | Hideaki Miyoshi      |     |     | 3   |     |     |     |     |     |     |     |     |     |     |     | 5     |
| 19   | Claudio Menzi        |     |     |     |     |     |     | 3   |     |     |     |     |     |     |     | 5     |
| 19   | Gaby Goudezeune      |     |     |     |     |     |     |     | 3   |     |     |     |     |     |     | 5     |
| 19   | Mario Stagni         |     |     |     |     |     |     |     |     |     |     |     | 3   |     |     | 5     |
| 19   | Uwe Nittel           |     |     |     |     |     |     |     |     |     |     |     |     | 3   |     | 5     |
| 19   | Gavin Cox            |     |     |     |     |     |     |     |     |     |     |     |     |     | 3   | 5     |
| 26   | Michael Guest        |     |     |     | Rit | 5   |     |     | Rit | Rit |     | 4   |     | Rit |     | 5     |
| 27   | Gabriel Mendez       |     |     |     | Rit | Rit | 5   | Rit | Rit | 5   |     |     |     | Rit |     | 4     |
| 28   | David Truphemus      | 6   |     |     |     |     |     |     |     |     |     |     |     |     |     | 4     |
| 29   | Christophe Arnaud    | 4   |     |     |     |     |     |     |     |     |     |     |     |     |     | 3     |
| 29   | Michal Gargulák      |     |     |     |     | 4   |     |     |     |     |     |     |     |     |     | 3     |
| 29   | Jean-Marie Santoni   |     |     |     |     |     | 4   |     |     |     |     |     |     |     |     | 3     |
| 29   | Oscar Chiaramello    |     |     |     |     |     |     | 4   |     |     |     |     |     |     |     | 3     |
| 29   | Dimitris Nassoulas   |     |     |     |     |     |     |     | 4   |     |     |     |     |     |     | 3     |
| 29   | Kenneth Bäcklund     |     |     |     |     |     |     |     |     |     | 4   |     |     |     |     | 3     |
| 29   | Sandro Sottile       |     |     |     |     |     |     |     |     |     |     |     | 4   |     |     | 3     |
| 29   | Mark Perrott         |     |     |     |     |     |     |     |     |     |     |     |     |     | 4   | 3     |
| 37   | Ferran Font          | 5   |     |     | 11  | 9   | 23  |     |     |     |     |     |     |     |     | 2     |
| 38   | Chan Chi Wah         |     |     |     |     |     |     |     |     | 15  |     | 5   |     |     |     | 2     |
| 39   | Nigel Heath          | Rit |     |     | 18  |     |     |     | 5   |     | 22  |     |     | 25  |     | 2     |
| 40   | Mats Karlsson        |     | 5   |     |     |     |     |     |     |     |     |     |     |     |     | 2     |
| 40   | John Lloyd           |     |     | 5   |     |     |     |     |     |     |     |     |     |     |     | 2     |
| 40   | Miguel Cristóvão     |     |     |     | 5   |     |     |     |     |     |     |     |     |     |     | 2     |
| 40   | Santos Manzanares    |     |     |     |     |     |     | 5   |     |     |     |     |     |     |     | 2     |
| 40   | Jouni Ampuja         |     |     |     |     |     |     |     |     |     | 5   |     |     |     |     | 2     |
| 40   | Luca Baldini         |     |     |     |     |     |     |     |     |     |     |     | 5   |     |     | 2     |
| 40   | Yujiro Nishio        |     |     |     |     |     |     |     |     |     |     |     |     | 5   |     | 2     |
| 40   | David Wood           |     |     |     |     |     |     |     |     |     |     |     |     |     | 5   | 2     |
| 48   | Kris Rosenberger     |     | 10  |     | Rit | Rit | 6   | Rit |     |     |     |     |     |     |     | 1     |
| 49   | Shahnawaz Murji      |     |     | 6   |     |     |     |     |     |     |     |     |     |     |     | 1     |
| 49   | Horácio Franco       |     |     |     | 6   |     |     |     |     |     |     |     |     |     |     | 1     |
| 49   | Reece Jones          |     |     |     | Rit | 6   | Rit |     |     | Rit |     |     |     |     |     | 1     |
| 49   | Miguel Centeno       |     |     |     |     |     |     | 6   |     |     |     |     |     |     |     | 1     |
| 49   | Cody Crocker         |     |     |     |     |     |     |     |     | 6   |     |     |     | Rit |     | 1     |
| 49   | Saladin Mazlan       |     |     |     |     |     |     |     |     |     |     | 6   |     |     |     | 1     |
| 49   | Dean Herridge        |     |     |     |     |     |     |     |     |     |     |     |     | 6   |     | 1     |
| 49   | Richard Davis        |     |     |     |     |     |     |     |     |     |     |     |     |     | 6   | 1     |

| Colore  | Risultato                |
| ------- | ------------------------ |
| Oro     | Vincitore                |
| Argento | 2º posto                 |
| Bronzo  | 3º posto                 |
| Verde   | Finito a punti           |
| Blu     | Finito senza punti       |
| Blu     | Non classificato (NC)    |
| Viola   | Ritirato (Rit)           |
| Nero    | Squalificato (SQ)        |
| Nero    | Escluso (ES)             |
| Bianco  | Non ha gareggiato        |
| Bianco  | Iscrizione ritirata (WD) |
| Bianco  | Non partito (NP)         |
| Bianco  | Gara cancellata (C)      |